# Bernard Wood

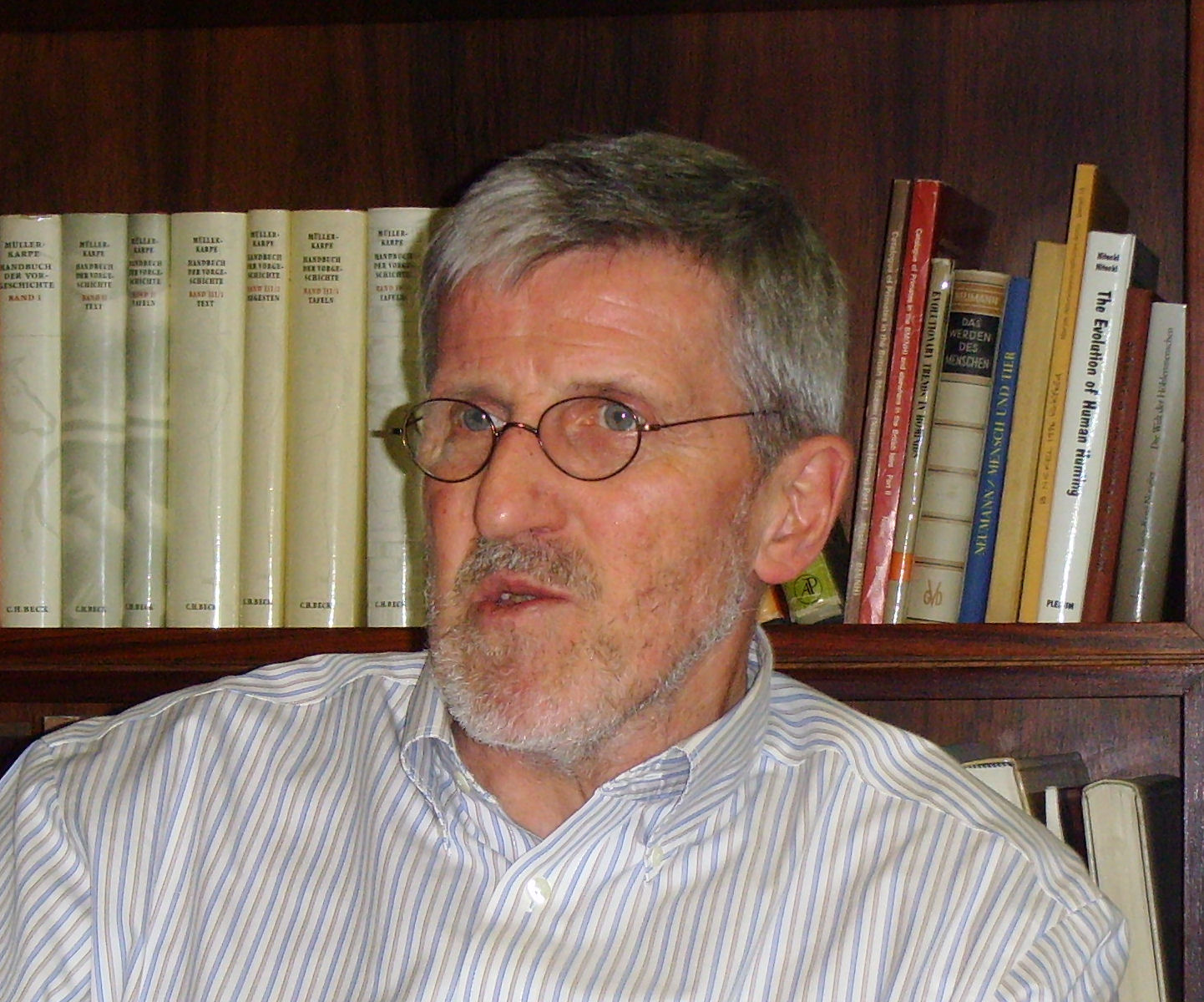
Bernard Wood, November 2008

Bernard Anthony Wood (* 17. April 1945) ist ein britischer Anatom, vergleichender Morphologe und Professor am Fachbereich Anthropologie der George Washington University in Washington, D.C. Er wurde international bekannt aufgrund seiner paläoanthropologischen Beiträge zur Erforschung der Anatomie der frühen Vorfahren des Menschen in Ostafrika, speziell im Rahmen des von Richard Leakey und Glynn Isaac initiierten Koobi Fora Research Project im Gebiet Koobi Fora in Kenia. Wood trug u. a. maßgeblich dazu bei, dass die zuvor als älteste Funde von Homo erectus ausgewiesenen Fossilien heute zur Hominini-Art Homo ergaster gestellt werden.

## Werdegang
Von 1963 bis 1969 besuchte Bernard Wood die Middlesex Hospital Medical School der University of London. An dieser Universität erwarb er 1966 den akademischen Grad Bachelor of Science (BSc) im Fach Anatomie und drei Jahre danach den Master-Grad im Fach Pathologie. 1971 wurde er als praktischer Arzt zugelassen, danach war er bis 1973 als wissenschaftlicher Assistent am Department of Anatomy der Middlesex Hospital Medical School tätig.
Ab 1973 lehrte Wood zunächst als Lecturer an der University of London insbesondere im Fachgebiet Anatomie. Hier erwarb er 1974 auch seinen ersten Doktorgrad (PhD) und 1996 den zweiten (DSc). Von 1975 bis 1978 hatte er den Rang eines Senior Lecturers inne, danach bis 1982 den des Readers. 1982 erhielt er die S. A Courtauld Professur für Anatomie an der University of London, die er 1985 zugunsten der Derby Professur für Anatomie an der University of Liverpool aufgab. Ab 1986 war Wood Leiter der Abteilung für die Anatomie des Menschen und für Zellbiologie an der University of Liverpool, ab 1996 Dekan der Fakultät für Medizin.
1997 wechselte Bernard Wood in die USA auf eine Professur für die Ursprünge des Menschen an der George Washington University.
Er ist Mitglied der Anatomical Society of Great Britain and Ireland, der American Association of Physical Anthropologists und der Palaeontological Association.

## Forschung
Kern des wissenschaftlichen Interesses von Bernard Wood ist das Verständnis der Stammesgeschichte des Menschen. Er analysiert dabei nicht nur die anatomischen Veränderungen, sondern versucht, auch die Anpassungsleistungen des Verhaltens sowie das ökologische Umfeld einzubeziehen. Im Rahmen laufender Forschungsprojekte arbeitet er u. a. mit Bioinformationssystemen. Dabei erstellt er Datenbanken, in die einerseits konventionell – durch anatomische Studien – gewonnene Daten eingehen, zugleich aber auch computergenerierte Datensätze zur dreidimensionalen Rekonstruktion von Fossilien. So soll es unter anderem möglich werden, auch die Evolution geschlechtsspezifischer Besonderheiten sowie Variationen innerhalb einzelner Hominiden-Arten aufgrund ökologischer Gegebenheiten zu berücksichtigen.
Eines seiner Spezialgebiete ist die Analyse der Mikrostruktur des Dentins fossiler Zähne, die mithilfe bildgebender Verfahren ohne Zerstörung des darüber liegenden Zahnschmelzes sichtbar gemacht werden kann.

## Schriften (Auswahl)
- The Evolution of Early Man. Peter Lowe, London 1976, ISBN 0-85654-023-4.
- Human Evolution. Chapman and Hall u. a., London u. a. 1978, ISBN 0-470-26312-1.
- als Herausgeber mit David J. Chivers, Bernard A. Wood und Alan Bilsborough: Food Acquisition and Processing in Primates. Plenum, New York NY u. a. 1984, ISBN 0-306-41701-4.
- als Herausgeber mit Lawrence Martin und Peter Andrews: Major Topics in Primate and Human Evolution. Cambridge University Press, Cambridge u. a. 1986, ISBN 0-521-30700-7.
- Koobi Fora Research Project. Band 4: Hominid cranial remains. Clarendon Press, Oxford 1991, ISBN 0-19-857502-5.
- mit Mark Collard: The Human Genus. In: Science. Bd. 284, Nr. 5411, 1999, S. 65–71, doi:10.1126/science.284.5411.65.
- Human Evolution. A very short introduction. Oxford University Press, Oxford 2005, ISBN 0-19-280360-3.
- als Herausgeber mit Leslie Klenerman: The Human Foot. A companion to clinical studies. Springer London, Goldaming 2005, ISBN 1-85233-925-X.
- als Herausgeber mit Barbara D. Miller: Anthropology. Pearson/Allyn & Bacon, Boston MA 2006, ISBN 0-205-32024-4.
- als Herausgeber: Wiley-Blackwell Encyclopedia of Human Evolution. 2 Bände. Wiley-Blackwell, Chichester u. a. 2011, ISBN 978-1-4051-5510-6.
- als Herausgeber mit Amanda Henry und Kevin Hatala: Wiley Blackwell Student Dictionary of Human Evolution. John Wiley & Sons, 2015, ISBN 978-1-4051-5506-9.

## Belege
1. ↑  Curriculum vitae (PDF) (Memento vom 20. Oktober 2012 im Internet Archive) (287 kB).

| Personendaten    | Personendaten                |
| ---------------- | ---------------------------- |
| NAME             | Wood, Bernard                |
| ALTERNATIVNAMEN  | Wood, Bernard Anthony        |
| KURZBESCHREIBUNG | britischer Paläoanthropologe |
| GEBURTSDATUM     | 17. April 1945               |